# Kazuyuki Itō
Kazuyuki Itō (en japonais 伊藤和幸, Itō Kazuyuki) est un astronome amateur japonais.
En 1994, à l'observatoire du Sengamine, il a découvert (6879) Hyogo, un astéroïde carboné de la ceinture principale mesurant 20 kilomètres. Ce corps a été nommé en l'honneur de la préfecture de Hyōgo, avec sa capitale Kobe, où le grand tremblement de terre de Hanshin-Awaji s'est produit le 17 janvier 1995. La citation de nommage a été publiée le 3 mai 1996 (MPC 27130).
L'astéroïde (5737) Itoh a été nommé en son honneur.

## Astéroïdes découverts
| Planètes mineures découvertes : 1 | Planètes mineures découvertes : 1 |
| --------------------------------- | --------------------------------- |
| (6879) Hyogo                      | 14 octobre 1994                   |